# Schlussfeier der Olympischen Sommerspiele 2012

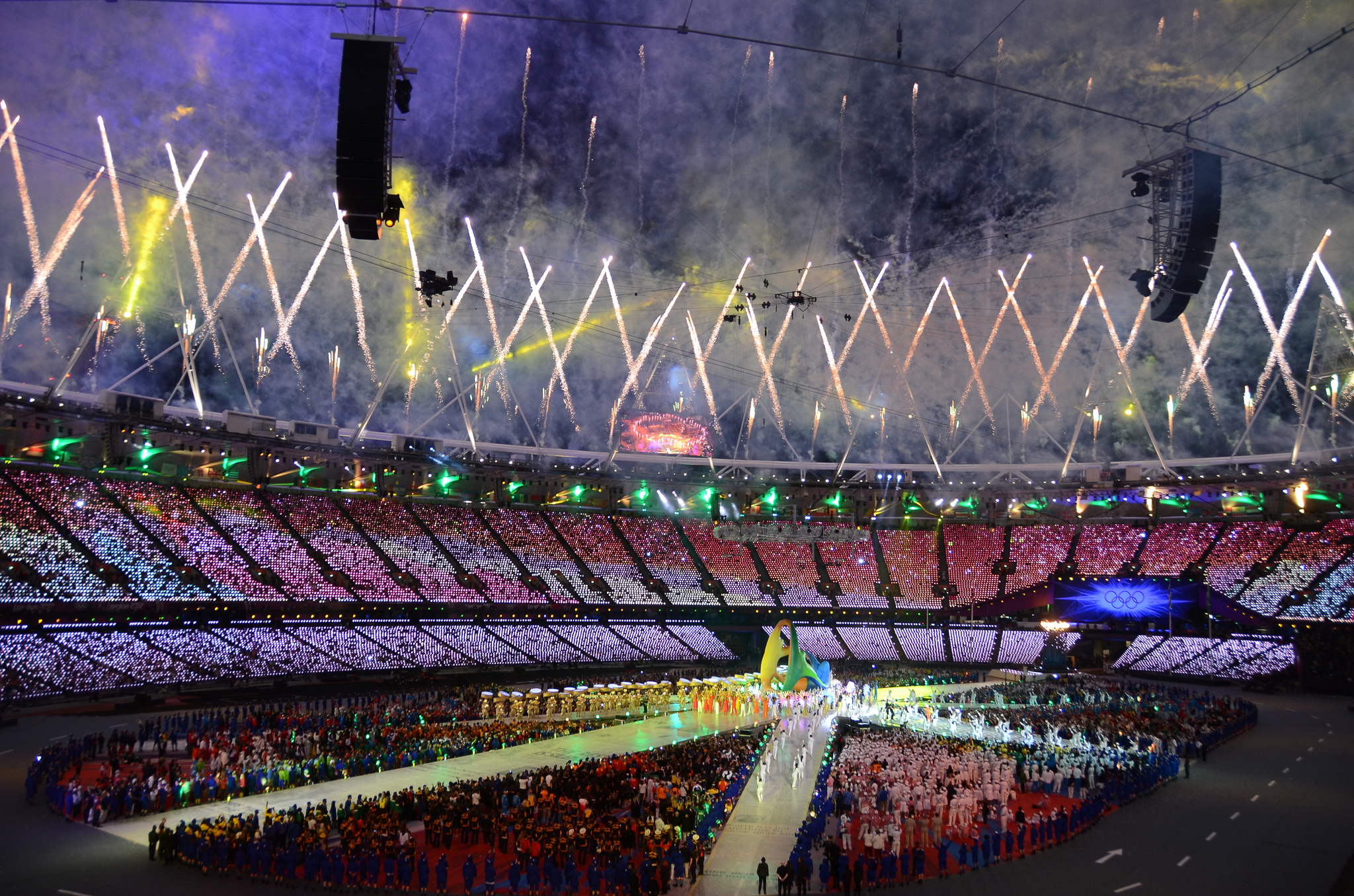
Eine Szene aus der Abschlussfeier der Sommerspiele 2012

Die Schlussfeier der Olympischen Sommerspiele 2012 in London fand am 12. August 2012 im Olympiastadion statt. Sie stand unter dem Motto A Symphony of British Music („Eine Symphonie der britischen Musik“). Creative Director und Choreograph der Feier war Kim Gavin. Hauptverantwortliche Designerin war Es Devlin, als musikalischer Direktor trat David Arnold in Erscheinung. Das Bühnenbild wurde vom britischen Künstler Damien Hirst gestaltet.
Patrick Woodroffe hatte die Leitung der Beleuchtung inne. Produzent war wie schon bei der Eröffnungsfeier der Theater- und Filmregisseur Stephen Daldry.
Beteiligt waren rund 4.100 Darsteller, darunter 3.500 Erwachsene und 380 Schulkinder aus den sechs gastgebenden Londoner Stadtbezirken, die alle ehrenamtlich mitwirkten, und 250 professionelle Schauspieler. Für die ehrenamtlichen Darsteller fanden in den Three Mills Studios, später auf einem maßstabgetreuen Übungsgelände inmitten des Ford-Automobilwerks in Dagenham, ungefähr 15 Proben statt.
Wie üblich ein fester Bestandteil des Programms war eine feierliche Übergabe an den Veranstaltungsort der nächsten Olympischen Spiele im Jahr 2016, Rio de Janeiro.

## Ablauf
Für das Showprogramm wurden dem Motto zufolge vor allem international erfolgreiche britische Künstlern angefragt, darunter sowohl junge Talente als auch etablierte Musiker. Den ersten Teil der Veranstaltung begleitete die Percussion-Band Stomp.
Emeli Sandé machte den Anfang mit Read All About It, dann trat Julian Lloyd Webber auf, es folgte eine Show mit dem Titel „Rush Hour“. Hierzu wurde der allmorgendliche Berufsverkehr in der Innenstadt Londons nachgebaut – vor der Kulisse des Big Ben und des Parlaments fuhren von überdimensionierten Zeitungsausschnitten eingehüllte PKWs und Busse durch das Stadion, auf Straßen in Form des Union Jack. Darauf betrat Prinz Harry zusammen mit Jacques Rogge das Stadion und die britische Nationalhymne wurde gespielt. Es folgten Darbietungen von Madness (Our House), den Pet Shop Boys (West End Girls), One Direction (What Makes You Beautiful), Spelbound, Ray Davies (The Kinks) mit Waterloo Sunset und nochmals Emeli Sandé mit Read All About It, während Bilder von emotionalen Momenten der vergangenen Olympischen Spiele gezeigt wurden.
Dann folgte zuerst der Einmarsch der Fahnenträger, dann derjenige der übrigen Athleten, währenddem u. a. Elbow mit Open Arms auftraten und wiederum Our House, West End Girls und What Makes You Beautiful gespielt wurden.
Nach dem Ende des Einmarsches wurde eine Pyramide aus 302 Würfeln gebaut und einige spannende Momente der Olympischen Spiele gezeigt, während Running Up That Hill von Kate Bush lief. Es folgte die Siegerehrung für den Marathon der Männer. Unter dem Titel Here Comes the Sun wurden einige Vertreter der Volunteers der Spiele geehrt. Danach wurde John Lennon mit einer Einspielung geehrt, in der er Imagine singt. Es folgte George Michael mit Freedom! ‘90 und White Light. Die Kaiser Chiefs spielten Pinball Wizard. Während dann Models wie Naomi Campbell und Kate Moss Mode britischer Designer präsentierten, wurde als Hintergrundmusik das Lied Fashion von David Bowie gespielt.
Es folgte Annie Lennox mit Little Bird und Ed Sheeran, Nick Mason (Pink Floyd), Richard Jones (The Feeling) und Mike Rutherford (Genesis) mit Wish You Were Here. Russell Brand sang den Beatles-Hit I Am the Walrus, begleitet vom britisch-australischen Klassik-Crossover-Streichquartett bond. Fatboy Slim trat auf und Jessie J gab Price Tag zum Besten. Tinie Tempah sang zusammen mit Jessie J Written in the Stars, Taio Cruz sang Dynamite, und schließlich sangen diese drei zusammen You Should Be Dancing von den Bee Gees. 

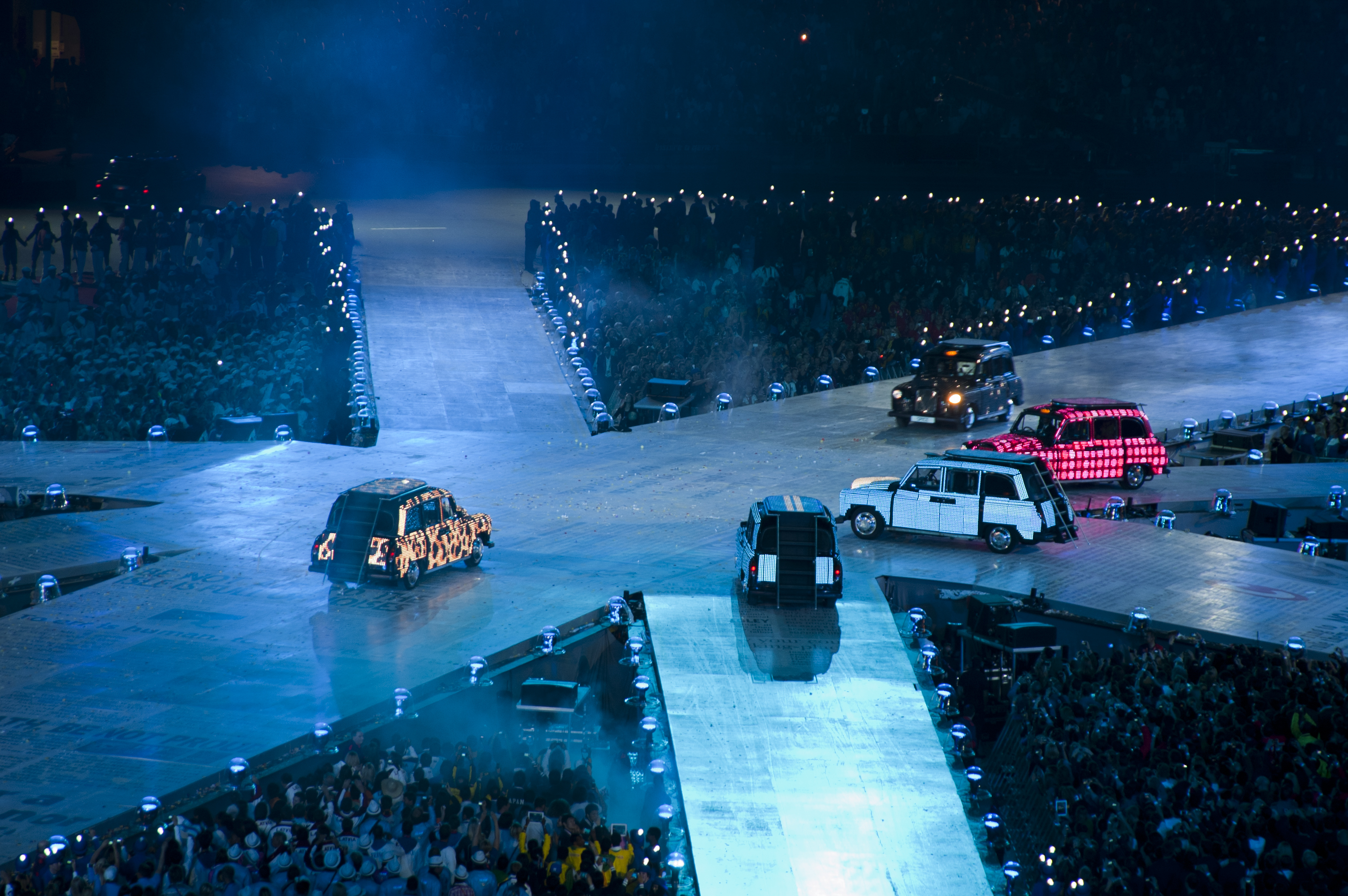
Ausschnitt des Auftrittes der Spice Girls

Nach den für einen Abend wiedervereinigten Spice Girls, die mit Wannabe und Spice Up Your Life auftraten, spielten Beady Eye mit Leadsänger Liam Gallagher den Oasis-Klassiker Wonderwall. Als Nächstes folgte das Lied Mr. Blue Sky des Electric Light Orchestra, dann trat Eric Idle mit Always Look on the Bright Side of Life auf, die Band Muse bot den offiziellen Song der Olympischen Spiele, Survival, dar. Mit einer weiteren Einspielung wurde Freddie Mercury geehrt, woraufhin Roger Taylor und Brian May von Queen zusammen mit Jessie J We Will Rock You intonierten.
Zu Beginn des formellen Teils wurden die griechische Nationalhymne und die olympische Hymne gespielt. Danach folgte die Übergabe der olympischen Flagge durch den Londoner Bürgermeister Boris Johnson an den Bürgermeister von Rio de Janeiro Eduardo Paes und die Brasilianische Nationalhymne wurde gespielt. Es folgte die Vorstellung von Rio de Janeiro im Rahmen einer Show, in der auch Pelé auftrat. Sebastian Coe, der Präsident des LOCOG, richtete  ein paar Worte an die Welt, dann folgte der IOC-Präsident Jacques Rogge, der die Spiele offiziell für beendet erklärte.
Die formelle Zeremonie endete mit dem Erlöschen des olympischen Feuers, begleitet von Take That mit Rule the World (nur Barlow, Owen, Donald und Orange; Williams blieb bei seiner hochschwangeren Frau in den USA). Den Ausklang lieferten schließlich The Who mit einem Medley aus Baba O’Riley, See Me, Feel Me und My Generation.